# Лысенко, Евгения Михайловна
Евгения Михайловна Лысенко (25 сентября 1919, Белая Церковь Киевской области — 13 июля 2005, Москва) — советский и российский переводчик, член СП СССР.

## Биография
Родилась на Украине в семье врачей (отец — родом из Райгородка Черниговской губернии, мать — из Ветки, Могилевской губернии). Училась в музыкальном техникуме в Киеве, потом в консерватории, вышла замуж за филолога Леонида Ефимовича Пинского, в 1938 переехала в Москву. Во время войны — в эвакуации на Урале. Вернувшись в Москву в 1944, поступила в МГУ, на западное отделение филологического факультета, закончила его.
Диссертацию по лингвистике защитить не успела: в 1951 муж был арестован, отправлен в лагерь, Лысенко работала техническим переводчиком в Подмосковье; тогда же стала переводить художественную литературу — под чужими именами (поскольку поставить свое авторство как жена Врага Народа она не могла). В 1956 Л. Пинский вернулся, с того же года Лысенко начала официально переводить для издательства «Художественная литература» (первыми были переводы Сенкевича). В 1960-е — 1970-е годы они жили в ЖСК «Советский писатель» (Красноармейская ул., д. 25)
Похоронена на Ваганьковском кладбище.

## Переводы
Основные переводы Е. Лысенко сделаны с испанского и польского языков, переводила также с французского и английского. Среди переведённых ею авторов — хронисты открытия Америки, Луис Велес де Гевара, Матео Алеман, Тирсо де Молина, Кеведо, Грасиан, Лопе де Вега, Рубен Дарио, Хосе Ортега-и-Гассет, Борхес, Кортасар, Сабато, Бьой Касарес, Фуэнтес, Онетти, Элой Мартинес, М.Бенедетти, Г.Миро, Р. Гомес де ла Серна, Делибес, К. Х. Села, В.Реймонт, Г. Сенкевич, Я. Ивашкевич, Т.Боровский, Т.Ружевич. Перевела статьи Руссо, письма Флобера, «Апологию истории» Марка Блока.

## Признание
Лауреат премии журнала «Иностранная литература» (1988).